# Anthony Miller (giocatore di football americano)
Lawrence Anthony Miller (Los Angeles, 15 aprile 1965) è un ex giocatore di football americano statunitense che ha giocato nel ruolo di wide receiver nella National Football League.

## Carriera professionistica
Miller fu scelto nel corso del primo giro (15º assoluto) del Draft NFL 1988 dai San Diego Chargers. Vi giocò per cinque stagioni, venendo sempre convocato per il Pro Bowl tra il 1989 e il 1993. Nel 1994 passò ai Denver Broncos e l'anno seguente ricevette da John Elway un record di franchigia di 14 touchdown su ricezione (pareggiato nel 2013 da Demaryius Thomas), venendo selezionato per il suo quinto e ultimo Pro Bowl. Si ritirò dopo avere trascorso la stagione 1997 coi Dallas Cowboys.

## Palmarès
- Convocazioni al Pro Bowl: 5

1989, 1990, 1992, 1993, 1995

## Statistiche
| Ricezioni         | 595   |
| Yard su ricezione | 9.148 |
| Touchdown         | 63    |